# Рейхстаг (Германская империя)
Рейхста́г (нем. Reichstag — «государственное собрание») — высший представительный и законодательный орган Германии в период кайзеровской эпохи, являлся нижней палатой парламента империи. Роль верхней палаты играл Бундесрат (союзный совет) Германии.
Рейхстаг возник в 1867 году в виде «учредительного северогерманского рейхстага», за которым следовал обыкновенный северогерманский Рейхстаг. В 1871 году, после объединения Германии, был созван первый германский рейхстаг, утверждённый конституцией Германии от 16 апреля 1871 года. В его избрании, однако, не принимала участия Эльзас-Лотарингия. Рейхстаг времён Кайзеровской Германии просуществовал до 1918 года.

## История
Рейхстаг, по конституции 1871 года, избирался на 3 года, и поэтому вторые выборы происходили в 1874 году (с участием Эльзас-Лотарингии), третьи — в 1877 году. Вследствие непринятия рейхстагом закона против социалистов, рейхстаг был распущен до срока и четвёртый законодательный период начался в 1878 году. Последующие — в 1881, 1884, 1887 и 1890 годах. В 1888 году был принят закон об удлинении законодательного периода до 5 лет, который должен был вступить в силу с восьмого рейхстага, но вследствие непринятия военного законопроекта рейхстаг был распущен за два года до срока. Поэтому девятый законодательный период начался в 1893 году, десятый — в 1898 году.
Рейхстаг избирался всеобщей, прямой и тайной подачей голосов, по округам германской империи, со 100 000 населением в каждом, но распределение округов, произведённое для северогерманского союза в 1867 году, а для остальной Германии — в 1871 году, несмотря на весьма значительные перемены в распределении населения, оставалось с тех пор неизменным, так как увеличение электората произошло особенно в больших городах, посылающих в рейхстаг преимущественно оппозиционных депутатов. Электорат в различных округах колебался (по переписи 1895 года) между 40 000 (Шаумбург-Липпе) и 600 000 (6-й Берлинский округ).
Число депутатов в двух северогерманских рейхстагах равнялось 297, в первом германском рейхстаге — 384, а начиная с 1874 года число увеличилось до 397. Депутаты по конституции считались представителями всего народа, а не своего округа. Депутаты пользовались неприкосновенностью. Депутатами Рейхстага были известные деятели германского социализма — Август Бебель, Вильгельм Либкнехт, Эдуард Бернштейн, Карл Либкнехт. В 1914 году Карл Либкнехт один голосовал в Рейхстаге против военных кредитов для участия в Первой мировой войне.
Рейхстаг самостоятельно избирал своё бюро, состоящее из президента, двух вице-президентов и 8 секретарей, и сам проверял полномочия своих членов. Члены союзного совета имели право говорить в нём от лица своих правительств, в любое время.
Рейхстаг имел право законодательной инициативы, но обсуждал также законопроекты, внесённые союзными правительствами и принятые союзным советом.  Компетенция Рейхстага ограничивалась общеимперскими делами; во внутренние дела отдельных германских государств он не имел права вмешиваться. Споры между отдельными германскими государствами, подведомственные союзному совету, рейхстага не касались. Правительство перед рейхстагом не отчитывалось.
В учредительном рейхстаге существовало 8 партий:
1. консервативная;
2. свободно-консервативная;
3. старо-либеральный центр;
4. имперский конституционный союз;
5. национал-либеральная партия;
6. свободный союз;
7. прогрессисты;
8. поляки.

28 депутатов не принадлежали ни к какой партии (в общежитии такие депутаты назывались дикими); между ними было 2 датчанина.
В рейхстаге германской империи свободно-консервативная партия стала называться имперской, мелкие либеральные партии исчезли, присоединившись к двум большим — национал-либеральной и прогрессистской; некоторое время существовала ещё «либеральная имперская» партия. Именем центра стала называться скоро сделавшаяся весьма могущественной партия клерикалов. Быстро стала расти партия социал-демократическая. Кроме того, появились партии вельфов, эльзасцев, датчан. В 1887 году образовалась партия антисемитов, а в 1893—1898 годах — союз сельских хозяев, баварский крестьянский союз, литовская партия.
В 1894 году было выстроено здание Рейхстага.

## Президент Рейхстага
Главой Рейхстага считался так называемый «Президент Рейхстага» (нем. Präsident des Reichstages или Reichstagspräsident).
| Президенты рейхстага |                                            |                     |                   |
| №                    | Имя                                        | Вступил в должность | Покинул должность |
| 1                    | Эдуард фон Симсон                          | 1871                | 1874              |
| 2                    | Макс фон Форкенбек                         | 1874                | 1879              |
| 3                    | Отто Теодор фон Зейдевиц                   | 1879                | 1880              |
| 4                    | Дитлов Фридрих Адольф фон Арним-Бойценбург | 1880                | 1881              |
| 5                    | Густав фон Госслер                         | 1881                | 1881              |
| 6                    | Альберт Эрдманн Карл Герхард фон Леветцов  | 1881                | 1884              |
| 7                    | Вильгельм фон Ведель-Писдорф               | 1884                | 1888              |
| 8                    | Альберт Эрдманн Карл Герхард фон Леветцов  | 1888                | 1895              |
| 9                    | Рудольф фон Буоль-Беренберг                | 1895                | 1898              |
| 10                   | Франц фон Баллештрем                       | 1898                | 1907              |
| 11                   | Удо цу Штольберг-Вернигероде               | 1907                | 1910              |
| 12                   | Ганс фон Шверин-Лёвиц                      | 1910                | 1912              |
| 13                   | Иоганнес Кемпф                             | 1912                | 1918              |
| 14                   | Константин Ференбах                        | 1918                | 1918              |